# Обсада на Картаген (149 г. пр.н.е.)
Обсадата на Картаген през 148-146 година пр.н.е. е последната битка на Третата пуническа война, която слага край на продължителното съперничество между двете основни сили в западното Средиземноморие - Картаген и Римската република. След продължителна обсада римляните удържат решителна победа и разрушават Картаген.
Според Полибий Сципион оплаква разрушения Картаген, като го сравнява с Троя и разсъждава, че подобна съдба един ден може да сполети и Рим. През XIX век различни историци пишат, че римляните разорават мястото на разрушения град и го посипват със сол, но античните източници не говорят за такова нещо.